# Грушевое (Томаковский район)
Гру́шевое (укр. Грушеве) — село,
Владимировский сельский совет,
Томаковский район,
Днепропетровская область,
Украина.
Код КОАТУУ — 1225481003. Население по переписи 2001 года составляло 86 человек.

## Географическое положение
Село Грушевое находится на расстоянии в 1,5 км от сёл Миролюбовка, Жмерино и Садовое.
От окраины села протекает пересыхающий ручей с запрудой.

## История
- Во время ВОВ вокруг школы фашистами был создан мощный укрепленный пункт. При его штурме Советской Армией погибло свыше 120 воинов, которые похоронены возле школы.

## Достопримечательности
- Братская могила советских воинов.